# كأس ألبانيا 1975–76
كأس ألبانيا 1975–76 (بالألبانية: Kupa e Republikës 1975-76‏) هو موسم من كأس ألبانيا. أشرف على تنظيمه اتحاد ألبانيا لكرة القدم، وفاز فيه نادي تيرانا.